# Montes Baffin
Os montes Baffin ou montanhas Baffin são uma longa cordilheira que se estende ao longo da costa nordeste da ilha de Baffin e ocupam por completo a ilha Bylot. Formam parte da cordilheira Ártica. 
Administrativamente, a cadeia montanhosa pertence ao território autónomo de Nunavut — região de Qikiqtaaluk —  no Canadá,

## Geografia

Montanhas Baffin, na costa oriental da ilha de Baffin

Estas montanhas, com neves permanentes, têm alguns dos cumes mais altos da zona oriental da América do Norte, alcançando uma altitude de 1525-2146 m. Embora se possa considerar uma cordilheira isolada — já que está separada pelas massas de água que rodeiam a ilha de Baffin — está fortemente relacionada com as outras cadeias montanhosas que formam a muito mais ampla cordilheira do Ártico.
O ponto mais elevado é o monte Odin (2147 m), embora o monte Asgard (2015 m) seja talvez o mais famoso. O ponto mais alto no norte das montanhas Baffin é o monte Qiajivik (1963 m). Não há árvores nas montanhas de Baffin, porque estão a norte da linha de árvores ártica. As rochas que compõem as montanhas Baffin são principalmente profundamente desagregadas rochas graníticas. Estiveram cobertas por gelo até há cerca de 1500 anos, e uma grande parte delas estão ainda cobertas de gelo. Geologicamente, as montanhas de Baffin formam o limite oriental do Escudo Canadiano, que abarca grande parte da paisagem do Canadá.

## Glaciação

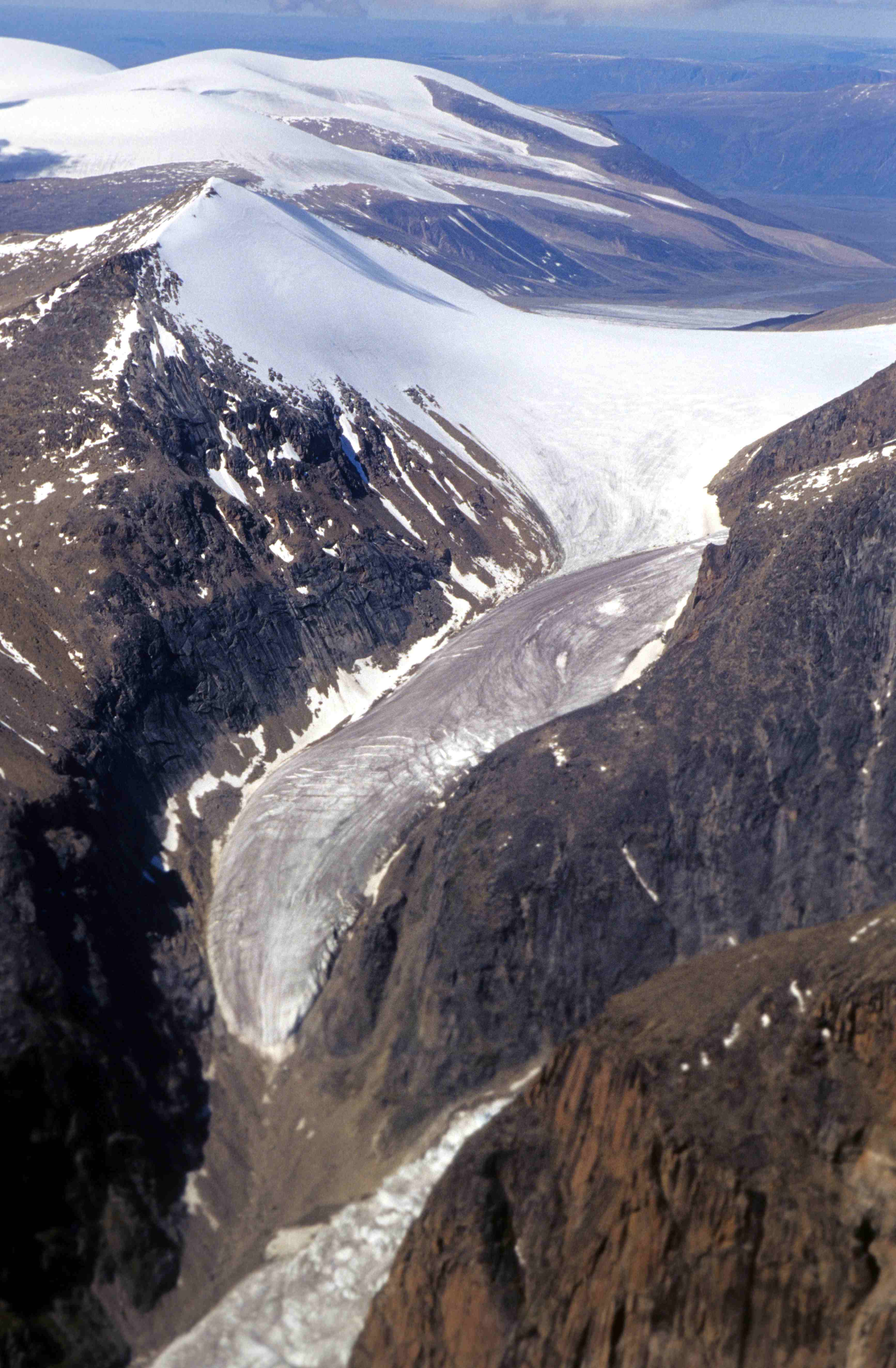
O campo de gelo Penny, com a língua de um glaciar.

## Flora e fauna
A vegetação dominante nas montanhas de Baffin é uma coberta descontínua de musgos, líquenes e plantas vasculares resistente ao frio, como Cyperaceae e Eriophorum. 

## História
Uma das primeiras expedições de montanhismo nos montes de Baffin foi realizada em 1934 por J.M. Wordie, durante a qual se fez a ascensão dos picos chamados pico Pioneer e Torre Longstaff. 
O Parque Nacional Auyuittuq foi fundado em 1976. Conta com muitos de los elementos do deserto ártico, por exemplo, fiordes, glaciares e campo de gelos. Em inuktitut - idioma de Nunavut dos povos aborígenes Inuit - Auyuittuq significa «a terra que nunca se derrete». Embora Auyuittuq tenha sido fundado em 1976 como parque e reserva nacional, passou a ser um parque nacional completo em 2000. 
Houve assentamentos Inuit nos montes de Baffin antes do contacto europeu. O primeiro contacto europeu se supõe ter ocorrido terá sido o de antigos exploradores nórdicos no século XI, pero o primeiro avistamento conhecido da ilha de Baffin foi o de Martin Frobisher em 1576, durante a sua busca da Passagem do Noroeste.

## Cumes mais altos
| Ordem | Foto | Nome                            | Altitude (m) | Localização                                                         | Coordenadas                      |
| ----- | ---- | ------------------------------- | ------------ | ------------------------------------------------------------------- | -------------------------------- |
| 1     |      | Monte Odin                      | 2147         | no interior da península de Cumberland, no fiorde Pangnirtun        | 66° 33′ 00″ N, 65° 25′ 59,9″ O   |
| 2     |      | Monte Asgard                    | 2015         | no interior da península de Cumberland, no fiorde Pangnirtun        | 66° 40′ N, 65° 16′ O             |
| 3     |      | Monte Qiajivik                  | 1963         | Norte, na costa norte do North Arm Inlet                            | 72° 10′ 57″ N, 75° 54′ 24″ O     |
| 4     |      | Monte Angilaaq                  | 1951         | Na ilha Bylot, nas montanhas Byam Martin                            | 73° 13′ 41,9″ N, 78° 37′ 14,9″ O |
| 5     |      | Pico Kisimngiuqtuq              | 1905         | Costa norte-oriental, na península Remote                           | 70° 47′ 57,1″ N, 71° 39′ 06,1″ O |
| 6     |      | Pico Ukpik                      | 1809         | Costa norte-oriental, na península Remote                           | 70° 41′ 39,1″ N, 71° 20′ 30,1″ O |
| 7     |      | Pico Bastille                   | 1733         | no interior da península de Cumberland, no fiorde Pangnirtun        | 66° 46′ 01,2″ N, 65° 04′ 58,8″ O |
| 8     |      | Monte Thule                     | 1711         | Na ilha Bylot, nas montanhas Byam Martin                            | 73° 01′ 01,2″ N, 78° 25′ 01,2″ O |
| 9     |      | Monte Angna (ou monte Raleight) | 1710         | Na península de Cumberland, na costa oriental, no fiorde Sunneshine | 66° 33′ 27″ N, 62° 01′ 14,9″ O   |
| 10    |      | Monte Thor                      | 1675         | no interior da península de Cumberland, no fiorde Pangnirtun        | 66° 32′ N, 65° 19′ O             |